# 瑪麗亞·約翰娜·加布里埃爾
瑪麗亞·約翰娜·加布里埃爾（德語：Maria Johanna Gabriele，1750年2月4日—1762年12月23日），神聖羅馬皇帝法蘭茲一世與奧地利女大公瑪麗亞·特蕾莎的第七女（長女和第三女夭折，形同第五女）。
1762年，瑪麗亞·約翰娜·加布里埃爾因天花去世，年僅12歲。